# Porthmadog
Porthmadog (äldre engelska: Portmadoc) är ort och community i Storbritannien.   Den ligger i kommunen Gwynedd och riksdelen Wales, i den södra delen av landet, 300 km nordväst om huvudstaden London. 
Vid folkräkningen 2011 hade communityn 4 185 invånare och tätorten 2 981 invånare.